# Clifford Baldacchino
Clifford Gatt Baldacchino (ur. 9 lutego 1988) – maltański piłkarz grający na pozycji obrońcy. Obecnie jest zawodnikiem klubu Sliema Wanderers.

## Kariera piłkarska
Baldacchino profesjonalną karierę piłkarską zaczynał w klubie Sliema Wanderers, w którym, z roczną przerwą na grę w Mqabba FC i półroczną na pobyt w Tarxien Rainbows, występuje do tej pory.

## Kariera reprezentacyjna
W reprezentacji Malty zadebiutował 14 sierpnia 2013 roku w towarzyskim meczu z Azerbejdżanem. Na boisku pojawił się w 68 minucie meczu.
| Mecze i gole w reprezentacji | Mecze i gole w reprezentacji | Mecze i gole w reprezentacji | Mecze i gole w reprezentacji | Mecze i gole w reprezentacji | Mecze i gole w reprezentacji | Mecze i gole w reprezentacji |
| #                            | Data                         | Stadion                      | Rywal                        | Wynik                        | Gol                          | Rozgrywki                    |
| 2013                         | 2013                         | 2013                         | 2013                         | 2013                         | 2013                         | 2013                         |
| ---------------------------- | ---------------------------- | ---------------------------- | ---------------------------- | ---------------------------- | ---------------------------- | ---------------------------- |
| 1.                           | 14.08.2013                   | Baku, Azerbejdżan            | Azerbejdżan                  | 0:3                          | 0                            | towarzyski                   |